# Captieux
Captieux är en kommun i departementet Gironde i regionen Nouvelle-Aquitaine i sydvästra Frankrike. Kommunen ligger i kantonen Captieux som tillhör arrondissementet Langon. År 2022 hade Captieux 1 382 invånare.

## Befolkningsutveckling
Antalet invånare i kommunen Captieux
Referens:INSEE